# Rupert du Rhin
Pour les articles homonymes, voir Prince Rupert.
Ruprecht du Palatinat dit « Rupert du Rhin » ou « Rupert de Bavière » ou « Prince Rupert » (17 décembre 1619 (27 décembre dans le calendrier grégorien) – 29 novembre 1682), comte palatin du Rhin, duc de Cumberland, est un militaire, graveur et inventeur.

## Biographie

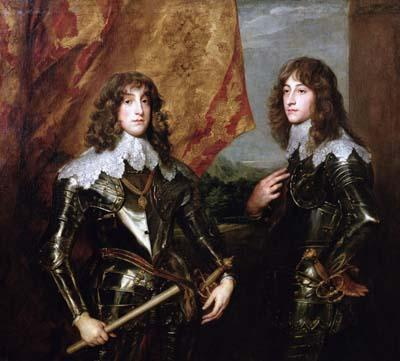
Rupert (à droite) avec son frère Charles Louis
Portrait des princes palatins
Antoine van Dyck, 1637,
musée du Louvre.

Né à Prague, il est un fils cadet de Frédéric V du Palatinat et d'Élisabeth Stuart et le neveu de Charles Ier, qui l'a fait duc de Cumberland et comte de Holderness et nommé commandant de la cavalerie royaliste, les Cavaliers, durant la Première Révolution anglaise. Il remporte au début de nombreuses victoires, grâce à un changement de tactique : il abandonne la charge lente dite caracole pour la charge au galop qui déstabilise les troupes parlementaires. Finalement, celles-ci finissent par adopter la tactique royaliste.
Artiste amateur, il développa la technique de la manière noire qu'il aurait apprise de Ludwig von Siegen, et que son assistant Wallerant Vaillant développera commercialement.
Lors de la guerre civile anglaise (1642-1651) entre les royalistes (les partisans du roi d'Angleterre Charles Ier, son oncle) et le Parlement, Rupert du Rhin prend parti pour son oncle. Il s'empare de Liverpool et prend par surprise l'armée parlementaire lors du siège d'York mais à Marston Moor, son armée est défaite par Olivier Cromwell. 4 000 royalistes sont tués, 1 500 sont faits prisonniers. Rupert réussit à s'enfuir.[réf. nécessaire]

## Carrière post-Restauration
Le prince Rupert aida à financer les expéditions nord-américaines de Pierre-Esprit Radisson et de Médard Chouart des Groseilliers. Les voyages de ces deux explorateurs sont à l'origine de la fondation, en 1670, de la Compagnie de la Baie d'Hudson dont le prince Rupert devient le premier gouverneur. La Compagnie obtient l'exclusivité des droits commerciaux sur un immense territoire, connu sous le nom de Terre de Rupert, qui entoure la baie d'Hudson et s'étend largement vers l'ouest. En 1869, les gouvernements britannique et canadien récupèrent le contrôle de ce territoire.

## Mémoire
Une ville de Colombie-Britannique au Canada a pris le nom de « Prince Rupert » en hommage à sa mémoire, elle est située sur la côte Pacifique le long du détroit d'Hecate (qui sépare les îles de la Reine-Charlotte du continent), à proximité de l'embouchure du fleuve Skeena.